# 磊石乡
磊石乡，中华人民共和国湖南省岳阳市汨罗市已撤销的一个乡，位于汨罗市西北部。原为洞庭湖淤洲，1976年起组织围垦，成垸后陆续移民而成。
2015年并入白塘镇。

## 建制沿革
- 1978年，磊石垸正式围垦完成。
- 1981年，设磊石公社。
- 1984年，改置磊石乡。
- 2015年，与白塘乡成建制合并设立白塘镇。

## 行政区划
磊石乡下辖12个行政村：
- 马厅村、江南堤村、长山村、内夹村、高台村、闸南村、闸桃村、长湖村、二沟村、沙洲村、汨岳村、闸汨村